# Wel te Vreeden
Wel te Vreeden (ook: Baracara) is een marrondorp in de regio East Berbice-Corentyne in Guyana. De plaats telt circa 350 inwoners. Het ligt ongeveer 20 kilometer westelijk van Corriverton aan de Canjerivier.

## Overzicht
Wel te Vreeden is het enige marrondorp van Guyana. In het begin van de 19e eeuw vestigde een groep ontsnapte slaven zich aan beide oevers van de Canje.
De economie van het dorp is gebaseerd op zelfvoorzieningslandbouw en bosbouw. Het dorp heeft een kliniek, een lagere school en drie kerken. Wel te Vreeden kan alleen worden bereikt per boot. In 2015 had het dorp geen lokale overheid. In 2018 kreeg het toegang tot het telefoonnetwerk en internet.
Corriverton · Kasjoe-eiland · Moleson Creek · New Amsterdam · Oreala · Port Mourant · Rose Hall · Sakuru · Wel te Vreeden